# Диван Хафиза
Диван Хафиза — это сборник поэм, написанных иранским поэтом Хафизом Ширази. Большинство поэм написано на персидском языке, часть — на макаронном языке (соединении персидского и арабского языков), другую часть составляют газели на арабском языке. Основную часть Дивана составляют газели, также здесь представлены поэмы в таких формах, как касыда, маснави, рубаи и др. Нет никаких доказательств того, что потерянные стихи Хафиза могли составить большую часть его поэтического творчества, так как Хафиз был очень известен при своей жизни. Следовательно, он не мог быть более плодовитым поэтом, чем было известно ранее. Общепринято, что количество оригинальных авторских газелей меньше 500: к примеру, в издании Казвини и Гани 495 газелей, во втором издании Натель-Ханлари — 486 газелей и 484 газелей в издании Сайе.

## История создания
Считается, что впервые Диван Хафиза после смерти поэта был составлен Мохаммадом Голандамом. Однако некоторые неподтвержденные сообщения указывают на то, что Хафиз опубликовал свой Диван в 1368/770 году по хиджре, то есть он был отредактирован более чем за двадцать лет до его смерти, но такой версии не сохранилось. На сегодняшний день имеется несколько известных рукописей в Иране, Европе и других местах, которые относятся ко второй и третьей четвертям 14 века (то есть от 30 до 60 лет после смерти поэта) и самые авторитетные из них включают менее 500 газелей. Последующие версии содержат 600 газелей и более. В 1958 году Парвиз Натель-Ханлари опубликовал рукопись примерно 813 года по хиджре, содержащую 152 газелей с точки зрения «хорошего» текста. Издание рукописей с описанием на персидском, турецком или урду, продолжались в течение следующих четырёх столетий. В стихотворении Хафиза использовано 23 ритма и 10 метров просодии.

## Переводы
До 1988 года были выполнены переводы Дивана или его частей на урду, пенджаби, синдхи, арабский, английский в Индии и Пакистане, также некоторые его фрагменты были положены на музыку в переводе на английский, французский, немецкий, русский, армянский, болгарский, чешский, китайский, датский, голландский, финский, греческий, венгерский, итальянский, латинский, литовский, норвежский, польский, португальский, румынский, сербский, шведский, испанский и турецкий языки.

## Отражение в искусстве
По словам Яршатера, ни один иранский поэт не подвергался такому анализу, интерпретации и интерпретации, в какой мере Хафиз. Он оказал огромное влияние на следующую группу лириков. По мнению экспертов и каталогизаторов, за четыреста лет составления Дивана в последнее десятилетие XIV века до его публикации в Калькутте в 1791 году эта книга была написана и скопирована больше, чем любое другое литературное произведение. Число рукописей Дивана Хафиза составляет около 1700, которые разбросаны не только по территории Ирана, но и по другим регионам распространения персидского языка и среди всех слоев общества. По количеству персидско-говорящей аудитории он превзошел большинство произведений персидской литературы. Публикации произведений Хафиза включают неполные, полные, некритические и критические сборники, литографию, каллиграфию, факсимиле и типографику. С 1988 года было процитировано не менее 300 печатных экземпляров Дивана. Влияние Хафиза на жизнь иранцев можно увидеть в продолжении популярности его стихов от предыдущих поколений до наших дней и в использовании этих стихов в повседневных разговорах. Это бессмертие и популярность вызвали уникальное отражение в культуре и искусстве носителей персидского языка и нашли отражение в работах многих каллиграфов, художников, ткачей ковров и художников.